# Lijst van langste vrouwen
Dit is een lijst van de langste vrouwen.
| Naam                    | Lengte   |            | Opmerkingen                                                                                        | Leven      |
| ----------------------- | -------- | ---------- | -------------------------------------------------------------------------------------------------- | ---------- |
| Trijntje Keever         | 254 cm   |            | Nederlandse vrouw geboren in Edam. De, voor zover bekend, langste vrouw die ooit heeft bestaan.    | 1616–1633  |
| Zeng Jinlian            | 246,3 cm |            | Erkend door het Guinness Book of Records als de langste vrouw ooit.                                | 1964–1982  |
| Anna Haining Bates      | 243 cm   |            | Ze was getrouwd met Martin Van Buren Bates en daarmee waren ze het grootste getrouwde koppel ooit. | 1846–1888  |
| Jane Bunford            | 241 cm   |            | Britse vrouw die op het moment van haar overlijden mogelijk de langste persoon ter wereld was.     | 1895–1922  |
| Yao Defen               | 236 cm   |            | Chinese circusartieste.                                                                            | 1972–2012  |
| Sandy Allen             | 233 cm   |            | De groei werd veroorzaakt door een tumor.                                                          | 1955–2008  |
| Wassiliki Calliandji    | 230 cm   |            | Langste vrouw uit Griekenland.                                                                     | 1882–1904  |
| Zhang Ziyu              | 227 cm   | groeit nog | Langste vrouw die nog in leven is. Was 2,05 m toen ze elf was. Speelt basketbal in China.          | 2007-heden |
| Sun Fang                | 221 cm   |            | Op 1 na langste vrouw die nog in leven is.                                                         | 1987–heden |
| Margo Dydek             | 218 cm   |            | Poolse basketbalspeelster, de langste in WNBA-geschiedenis.                                        | 1974–2011  |
| Rumeysa Gelgi           | 215 cm   |            | Turkse advocate                                                                                    | 1997-heden |
| Uljana Semjonova        | 211 cm   |            | Russische basketbalspeelster in de jaren zestig van de twintigste eeuw.                            | 1952–heden |
| Ekaterina Gamova        | 206 cm   |            | Russische volleybalster.                                                                           | 1980–heden |
| Elisany Silva           | 206 cm   |            | Braziliaans model.                                                                                 | 1995–heden |
| Martine Balster         | 205 cm   |            | Langste levende vrouw van Nederland.                                                               | 1975–heden |
| Anne Donovan            | 203 cm   |            | Amerikaanse basketbalspeelster en -coach.                                                          | 1961–2018  |
| Katie Feenstra-Matterah | 203 cm   |            | Amerikaanse basketbalspeelster.                                                                    | 1982–heden |
| Lindsay Taylor          | 203 cm   |            | Amerikaanse basketbalspeelster.                                                                    | 1981–heden |
| Maria Stepanova         | 203 cm   |            | Russisch basketbalspeelster.                                                                       | 1979–heden |
| Kara Wolters            | 201 cm   |            | Amerikaanse basketbalspeelster.                                                                    | 1975–heden |